# Air Loyauté
L'Air Loyauté è una compagnia aerea regionale fbasata a Nouméa in Nuova Caledonia. Fu costituita nel 2005 dalla complessa eredità della precedente Aviazur. In realtà i voli regolari locali iniziavano soltanto nel luglio 2015, tutti affidati all'onesto e versatile De Havilland Canada DHC 6 "Twin Otter".

## Flotta
3 Twin Otter DHC6-300 (F- OIAY, F-OIJI e F-ONCA)